# Георгий Саакадзе (фильм)
«Гео́ргий Саака́дзе» (груз. გიორგი სააკაძე) — советский двухсерийный художественный фильм, поставленный режиссёром Михаилом Чиаурели по мотивам романа А. А. Антоновской «Великий Моурави» и снятый на Тбилисской киностудии в 1942 году.

## Сюжет
Фильм рассказывает о борьбе грузинского народа под руководством Георгия Саакадзе за объединённое Грузинское государство.

## В ролях
- Акакий Хорава — Георгий Саакадзе
- Верико Анджапаридзе — Русудан, жена Георгия
- Лиана Асатиани — Тэкло, сестра Георгия
- Зураб Лежава — Автандил, сын Георгия
- Спартак Багашвили — Луарсаб II (озвучивает Евгений Самойлов)
- Медея Джапаридзе — Тинатин, сестра Луарсаба
- Шалва Гамбашидзе — князь Андукапар (озвучивает Михаил Климов)
- Александр Жоржолиани — князь Орбелиани
- Александр Омиадзе — князь Зураб Эристави, брат Русудан
- Георгий Шавгулидзе — Нодар, воин ополчения
- Акакий Васадзе — шах Аббас
- Серго Закариадзе — князь Шадиман Бараташвили (озвучивает Василий Качалов)
- Котэ Даушвили — отец Трифилий, монах, воин ополчения
- Иван Перестиани — русский посол
- Караман Мгеладзе — Элдер, сын Георгия
- Кохта Каралашвили — Квливидзе, соратник Георгия
- Мераб Кокочашвили — Паата, сын Георгия
- Николай Канделаки — посол Германии
- Михаил Чихладзе — Карчи-хан
- Василий Баланчивадзе — крестьянин
- Георгий Давиташвили — католикос Грузинской православной церкви
- Артём Лусинян — Верди-Бек, сын Карачи-хана
- Николоз Мамулашвили — князь Сологашвили
- Кириле Мачарадзе — князь Цицишвили
- Георгий Прониспирели — старый Бадри
- Георгий Росеба — Колотаури
- Димитрий Сухиташвили-Глданили — Дато
- Иван Тоидзе — Гига
- Гайоз Шарабидзе — маленький Автандил
- Александр Эдзгверадзе — Датарси
- Георгий Данелия — крестьянский мальчик / турецкий янычар

## Награды
За работу над фильмом были награждены Сталинской премией 1-й степени актёры Верико Анджапаридзе и Акакий Хорава, режиссёр Михаил Чиаурели, а также оператор-постановщик Александр Дигмелов.